# Modrejce
Modrejce település az Isonzó folyó jobb partján, Most na Sočitól északra, Tolmin városka közelében, Tolmin község területén, Szlovénia Hegyvidék (Goriška) történelmi régiójában, Goriška statisztikai régióban. 
Területe 2,77 km2, lakosainak száma 117 (2002).

## Látnivalók
- A katonai temető

## Fordítás
Ez a szócikk részben vagy egészben  a   Modrejce című angol Wikipédia-szócikk ezen változatának fordításán alapul.  Az eredeti cikk szerkesztőit annak laptörténete sorolja fel. Ez a jelzés csupán a megfogalmazás eredetét és a szerzői jogokat jelzi, nem szolgál a cikkben szereplő információk forrásmegjelöléseként.